# LIT MOON
LIT MOON（リットムーン）は、2023年3月に結成された日本の女性アイドルグループである。Astle株式会社に所属し、5人で構成されている。

## 概要
LIT MOONは、「超IDOLオーディション suported by 超十代」において、2022年9月から2023年1月まで行われた書類審査、SHOWROOM (ストリーミングサービス)配信審査や２泊3日で行われた合宿審査などを経て、約1000人の応募者の中から最終的に選ばれた合格者7人で結成された。
グループ名の「LIT MOON」には、「小さな（LITTLE）光から始まり、月の満ち欠けの変化のように、各メンバーが持つ個性的な魅力を生かし、世界中の誰もが知る（MOON）グループとなり常に輝きを放ち（LIGHT）ファンや周囲の人々に感動やエネルギーを与える存在であることを目指す」という意味がこめられている。
グループの略称は「りとむー」、公式ファンネームは「LOVEITS（ラヴィッツ）」。

## メンバー

### 現メンバー
| 名前                     | ニックネーム | 誕生日         | 担当カラー | 備考                                |
| ------------------------ | ------------ | -------------- | ---------- | ----------------------------------- |
| 熊谷智世 くまがや ちせ   | くまちい     | 2005年5月3日   | グリーン   | 石川県出身 身長165cm                |
| 寒河江咲菜 さがえ さきな | さきぞう     | 1999年6月1日   | パープル   | 千葉県出身 身長162cm                |
| 白鳥沙南 しらとり さな   | さなちゃん   | 2005年6月20日  | レッド     | 元さくら学院 熊本県出身 身長151.3cm |
| 白花悠 しらはた ゆう     | ゆーゆ       | 2004年12月24日 | ホワイト   | 大阪府出身 身長158cm                |
| 渡邉倖 わたなべ さち     | さっちゃん   | 2007年11月21日 | ブルー     | 身長165cm                           |

### 元メンバー
- 早坂あい（2024/08/02 脱退）：担当カラー ピンク
- 福田桃子（2023/12/07 卒業）：担当カラー オレンジ

## 略歴

### 2023年
- 2023年3月30日 - デビューステージ「超十代 -ULTRA TEENS FES- 2023@TOKYO」[6]
- 2023年7月12日 - 初のシングル「控えめに言ってシンデレラ」「親愛なるおまいつ」RELEASE
- 2023年7月23日 - 初の定期ライブ「MOONRISE~LIT MOON REGULAR LIVE~ “Beginning”vol.1」開催

### 2024年
- 2024年3月23日 - 1周年ワンマンライブ『LIT MOON 1st Anniversary Live -月の裏側を知りたい-』開催
- 2024年8月2日 -『TIF2024出演争奪！Road to TIF2024 ～LAST CHANCE～』5位獲得し初のTIF(TOKYO IDOL FESTIVAL))出演[7]
- 2024年9月17日 - 2周年ライブに向けて、りとむー止まんじゃねーぞ企画発表[8]

### 2025年
- 2025年3月18日 - LIT MOON 2nd ANNIVERSARY LIVE 🎤🌙「MOONLIGHTS」Zepp Shinjuku にて開催　1000人動員できなければ解散すると宣言して開催し、1004人動員[9]
- 2025年3月29日 - 〜4月30日まで熊谷智世 メープルハウス たまプラーザ店のアンバサダーとして活動[10]
- 2025年7月8日 - 1st CDシングル『8.4』リリース　タイトルはデビュー日の2023年3月30日の月齢が「8.4」であったことに由来している[11][12][13]
- 2025年7月15日 - 神宮外苑花火大会のオープニングアクトを務める[14]

## 楽曲

### 配信シングル
1. 「控えめに言ってシンデレラ」（2023年7月12日）
2. 「親愛なるおまいつ」（2023年7月12日）
3. 「ちょろくちゃダメ？」（2023年8月9日）
4. 「サマラブル」（2023年8月9日）
5. 「クラスの中じゃ2番目くらいに可愛いのに」（2023年8月10日）
6. 「せーのッ‼︎‼︎‼︎」（2024年6月3日）
7. 「可愛くないわけないじゃん！」（2024年7月28日）
8. 「かぐや姫なんて呼ばないで」（2024年12月9日）
9. 「アンフェア」（2024年12月9日）
10. 「全力推し宣言」（2025年2月14日）
11. 「名前のない恋」（2025年6月27日）
12. 「ぎゅっ」（2025年6月27日）
13. 「DAYs」（2025年6月28日）
14. 「Beyond the Limits」（2025年7月22日）

### CDシングル
1. 「8.4」（2025年7月8日）

## 出演

### 雑誌
- Top Yell NEO 2023〜2024Top Yell特別編集(2023年12月28日発行)[15]
- MARQUEE Vol.153(2024年2月22日発行)[16]

### TV
- テレビ神奈川 「13分のステージ」(2025年7月10日) [17]
- 長崎国際テレビ 「AIR」(2025年8月4日)[18]
- 岩手めんこいテレビ 「ビートニクス」(2025年8月11日)[19]